# Jean Grondin
Jean Grondin (nacido el 27 de agosto de 1955 en Cap, Canadá), es un filósofo y profesor canadiense. Es un especialista en el pensamiento de Immanuel Kant, Hans-Georg Gadamer y Martin Heidegger. Su investigación se centra en la hermenéutica, la fenomenología, la filosofía clásica alemana y la historia de la metafísica.

## Formación y carrera
Después de realizar estudios filosóficos de primer y segundo ciclo en la Universidad de Montreal, escribió una tesis sobre el concepto de verdad en la hermenéutica en la Universidad de Tubinga (1982), donde también estudió teología y filología clásica. Enseñó en la Universidad Laval de Quebec desde 1982 a 1990 y en la Universidad de Ottawa en 1990-1991; profesor invitado en Lausana, Niza, Minsk, Nápoles, San Salvador, Puerto Príncipe y Tucumán.
Jean Grondin ha enseñado en la Universidad de Montreal desde 1991. Además de sus libros, traducidos a más de doce idiomas, es también el autor de varios artículos en diversas revistas filosóficas. Sus dos volúmenes sobre Kant autorizados hoy en los estudios kantianos y sus importantes contribuciones en la universalidad de la hermenéutica y el tournant herméneutique en la fenomenología Grondin parte de una tradición filosófica platónica que se remonta a San Agustín, pasa a través de Kant y Husserl a la hermenéutica heideggeriana y Gadamer. Grondin se puede considerar como la continuación principal de la obra de Gadamer y Ricoeur en el campo de la hermenéutica contemporánea. 
Fue nombrado oficial de la Orden de Canadá el 30 de diciembre de 2012.

## Influencias y trabajo
La influencia de Gadamer y su obra maestra Verdad y método (Wahrheit und Methode; 1960) (de los cuales es uno de los traductores de la edición francesa) ha sido decisiva en el trabajo de Grondin. Grondin también ha escrito la primera biografía intelectual de Gadamer, Hans-Georg Gadamer: una biografía. Este libro fue muy esperado en Alemania porque, por un lado, el conocido compromiso de Heidegger (maestro y amigo de Gadamer) con el nazismo y por otro lado, con respecto a la actitud “ascética” de Gadamer durante la Segunda Guerra Mundial.
Esta biografía, aclamada por Jürgen Habermas, ha sido traducida al inglés y es una suma para cualquier persona interesada en la historia de las ideas filosóficas en la Alemania del siglo XX. También fue traducida al español (Herder, 2000), al italiano (Bompiani, 2004) e inglés (Yale University Press, 2003).

## Breve presentación de su reflexión
La obra más conocida de Jean Grondin es L'Universalité de l'herméneutique (1993), que fue traducida a doce idiomas. Grondin defiende allí el concepto de una hermenéutica basada en la universalidad del lenguaje interior: detrás de todo discurso, la comprensión es considerada un sentido interior que excede los términos limitados del lenguaje exterior.
Este concepto se desarrolla en su ensayo, Du sens de la vie (2003), donde el autor defiende la idea de que el significado de la vida no debe ser impuesta desde el exterior, donde Grondin aboga por un sentido inmanente de la vida basado en el discurso internalizado. Este propósito es una vida que anhela un bien superior. El sentido de la vida se encuentra también en la auto-trascendencia. Grondin crítico las concepciones “constructivistas” del significado que tienen sentido y la realidad en sí una construcción de la mente o del lenguaje.
A partir de ahí, Jean Grondin ha desarrollado su L'Herméneutique, publicado en 2006, un concepto de la hermenéutica basada en la idea de que el significado que tratamos de comprender es “siempre el significado de las mismas cosas, lo que quiere decir, un sentido que sobrepasa ciertamente nuestras pobres interpretaciones y horizonte limitado, pero, gracias a Dios, siempre extensible de nuestro lenguaje” (p. 123). Grondin se opone así a la mayoría de las versiones de la hermenéutica posmoderna.
Jean Grondin también ha trabajado extensamente en el idealismo alemán, la hermenéutica de Wilhelm Dilthey y Paul Ricoeur, la teoría de la interpretación propuesta por Emilio Betti, la deconstrucción de Jacques Derrida y la nueva fenomenología de Jean-Luc Marion. Grondin también ha traducido varios libros: Gadamer: Vérité et méthode (et coll., 1996), La philosophie herméneutique (1996), Les chemins de Heidegger (Vrin, 2002), Esquisses herméneutiques (Vrin, 2004), L'herméneutique en rétrospective (Vrin, 2005).
En Du sens des choses: l'idée de la métaphysique (2013), Jean Grondin resume y profundiza la tesis que desarrolló en la metafísica y la hermenéutica. Revisitando el curso de la metafísica occidental, presenta la metafísica como el acto por el cual se aspira a identificar el bien o una estructura fundamental de la experiencia, incluso si es abiertamente anti-metafísica. También destaca el hecho de que incluso los críticos de la metafísica (como por ejemplo los de Kant, Heidegger y Derrida) son poderosamente metafísicos, porque repiten la misma estructura de la metafísica. Por lo tanto, la metafísica parece insuperable o al menos su propio portador intenta superar; es la experiencia del sentido de su propia trascendencia.

## Trabajos publicados
- 1982: Hermeneutische Wahrheit?: Zum Wahrheitsbegriff Hans-Georg Gadamers
- 1987: Le tournant dans la pensée de Martin Heidegger
- 1989: Kant et le problème de la philosophie: L´A priori
- 1991:  Emmanuel Kant: Avant/apres
- 1991: Einführung in die philosophische Hermeneutik
- 1993: L'universalité de l'herméneutique
- 1994: Immanuel Kant zur Einführung
- 1993: L'horizon herméneutique de la pensée contemporaine
- 1994: Der Sinn für Hermeneutik
- 2000: Hans-Georg Gadamer: una biografía
- 2001: Von Heidegger zu Gadamer: Unterwegs zur Hermeneutik
- 2002: Introducción a la hermenéutica filosófica. Barcelona, Herder. 2002. ISBN 9788425421006
- 2003: Introducción a Gadamer
- 2003: Del sentido de la vida: un ensayo filosófico. Barcelona, Herder. 2016. ISBN 9788425423802
- 2003: Le tournant hermeneutique de la phenomenologie
- 2008: ¿Qué es la hermenéutica? Barcelona, Herder. 2008. ISBN 9788425425714
- 2009: El legado de la hermenéutica
- 2010: La filosofía de la religión. Barcelona, Herder. 2010. ISBN 9788425426551
- 2011: Introducción a la metafísica. Barcelona, Herder. 2011. ISBN 9788425428418
- 2011: A la escucha del sentido: conversaciones con Marc-Antoine Vallée. Barcelona, Herder. 2014. ISBN 9788425431647
- 2013: Paul Ricoeur
- 2013: Du sens des choses. L’idée de métaphysique
  - Disponible en español: Del sentido de las cosas: La idea de la metafísica. Barcelona, Herder. 2018. ISBN 9788425439322

## Honores y distinciones
- Titular de la Chaire de métaphysique Étienne Gilson, París, 2013.
- Premio Killam, 2012.
- Oficial de la Orden de Canadá, 2012.
- Prix André-Laurendeau, 2012.
- Konrad Adenauer Research Award, 2011.
- Prix Léon-Gérin, 2011.
- Prix du Québec, 2011.
- Prix Konrad-Adenauer, 2010 - otorgado por la fundación Alexander von Humboldt y la Royal Society de Canadá.
- Miembro de la Academia de letras y ciencias humanas de la Royal Society de Canadá, 1998.
- Beca Killam, 1994.
- Beca de la fundación Alexander von Humboldt, 1988-89.

## Enlaces
- Esta obra contiene una traducción  derivada de «Jean Grondin» de Wikipedia en francés, publicada por sus editores bajo la Licencia de documentación libre de GNU y la Licencia Creative Commons Atribución-CompartirIgual 4.0 Internacional.

- Datos: Q3172399